# Kristóf Palasics
Kristóf Laszlo Palasics (* 19. April 2002 in Kistarcsa) ist ein ungarischer Handballspieler.

## Karriere

### Im Verein
Kristóf Palasics spielte anfangs beim ungarischen Verein Főnix ISE und wechselte im Jahr 2016 zu PLER KKFT. Seit dem Jahr 2018 steht Palasics beim ungarischen Verein KC Veszprém unter Vertrag, wo er zunächst hauptsächlich in für die 2. Mannschaft auflief. Ab 2021 spielte er auf Leihbasis zwei Jahre für die Mannschaft der Nationalen Handballakademie (NEKA). In der Saison 2023/24 war er an den spanischen Verein BM Logroño La Rioja ausgeliehen. Ab August 2024 lief er auf Leihbasis für den portugiesischen Verein Benfica Lissabon auf. Im März 2025 kehrte er vorzeitig nach Veszprém zurück. Dort feierte er 2025 den ungarischen Meistertitel.
Zur Saison 2025/26 wechselte er zum deutschen Bundesligisten MT Melsungen.

### In Auswahlmannschaften
Mit der Junioren-Nationalmannschaft belegte er den 5. Platz bei der U20-Europameisterschaft 2022. Bei der U21-Weltmeisterschaft 2023 gewannen sie die Silbermedaille, nachdem sie im Finale gegen den Gastgeber Deutschland verloren.
Er stand im Kader der ungarischen A-Nationalmannschaft für die Weltmeisterschaft 2023, wobei er jedoch ohne Einsatz blieb. Er debütierte am 30. April 2023 gegen Georgien. Er stand im Kader für die Europameisterschaft 2024, wo er mit Ungarn den 5. Platz belegte. Bei der Weltmeisterschaft 2025 kam er in sieben Spielen zum Einsatz und belegte mit dem Team den 8. Platz.